# OSIグループ
OSIグループ（英語: OSI Group, LLC）は、アメリカ合衆国・イリノイ州オーロラに本社を置き、食肉加工業を営む多国籍企業である。
アメリカ合衆国、ブラジル、イギリス、ドイツ、ハンガリー、ポーランド、スペイン、ウクライナ、オーストリア、セルビア、中国、オーストラリア、インド、日本、フィリピン、台湾など18か国に事業所を有し、40か国以上に食肉を供給している。

## 沿革
1909年にイリノイ州シカゴにて「オットー コーシュウィスキー ミート マーケット」(英語: Otto Kolschwsky Meat Market)という社名で創業された。1928年に「オットー アンド サンズ」(英語: Otto & Sons)に社名変更され、1975年に「OSIインダストリーズ LLC」(英語: OSI Group, LLC)に変更された。

## 期限切れ肉混入問題
2014年7月20日、子会社の上海福喜食品有限公司が、期限切れの鶏肉を混入させた製品をマクドナルドやケンタッキーフライドチキンなどに納入していたことが明るみに出た。7月23日、ケンタッキーフライドチキンやピザハットを運営するヤム・ブランズは、OSIとの取引関係を打ち切ったと発表した。